# Tizi N'Bechar
Tizi N'Bechar (en tasaḥlit : Tizi n Beccar), est une commune du nord de la wilaya de Sétif située dans la région de la Petite Kabylie et limitrophe de la wilaya de Béjaïa en Algérie.

## Géographie
La localité est située dans les monts Babors, traversée par la route nationale 9 qui relie Sétif à Béjaïa.